# Campeonato Brasileño de Fútbol Serie C 2021
El Campeonato Brasileño de Serie C 2021 fue la 31.ª edición del campeonato de tercera categoría del fútbol brasileño. Contó con la participación de 20 equipos incluyendo los equipos descendidos de la Serie B 2020 y los ascendidos de la Serie D 2020.
La competición comenzó el 29 de mayo y finalizó el 20 de noviembre del mismo año.

## Sistema de juego
Los 20 participantes serán divididos en dos grupos de 10 equipos cada uno. Se jugarán partidos de ida y vuelta y los cuatro mejores equipos de cada zona clasificarán a la fase final.
En la siguiente fase, los 8 clasificados se dividirán en dos grupos de cuatro equipos, que disputarán un cuadrangular. Los dos primeros clasificados de cada grupo serán ascendidos a la Serie B 2022. Y el primero de cada grupo se enfrentará en la final.
Por otro lado, los dos equipos peor ubicados en cada zona descenderán a la Campeonato Brasileño de Fútbol Serie D 2022.

## Equipos participantes

### Ascensos y descensos
| Pos. | Descendidos de la Serie B 2020 |
| ---- | ------------------------------ |
| 17.° | Figueirense                    |
| 18.° | Paraná                         |
| 19.° | Botafogo - SP                  |
| 20.° | Oeste                          |

| Pos. | Ascendidos de la Serie D 2020 |
| ---- | ----------------------------- |
| 1.°  | Mirassol                      |
| 2.°  | Floresta                      |
| 3.°  | Novorizontino                 |
| 4.°  | Altos                         |

### Información de los equipos
| Equipo              | Ciudad             | Estado             | Estadio                              | Posición 2020 |
| ------------------- | ------------------ | ------------------ | ------------------------------------ | ------------- |
| Altos               | Altos              | Piauí              | Felipão                              | 4.º Serie D   |
| Botafogo            | João Pessoa        | Paraíba            | Almeidão                             | 15.º Serie C  |
| Botafogo            | Ribeirão Preto     | São Paulo          | Estadio Santa Cruz                   | 19.º Serie B  |
| Criciúma            | Criciúma           | Santa Catarina     | Estadio Heriberto Hülse              | 16.º Serie C  |
| Ferroviário         | Fortaleza          | Ceará              | Estadio Elzir Cabral                 | 12.º Serie C  |
| Figueirense         | Florianópolis      | Santa Catarina     | Estadio Orlando Scarpelli            | 17.º Serie B  |
| Floresta            | Fortaleza          | Ceará              | Arena Castelão                       | 2.º Serie D   |
| Ituano              | Itu                | São Paulo          | Estadio Novelli Júnior               | 8.º Serie C   |
| Jacuipense          | Riachão do Jacuípe | Bahía              | Valfredão                            | 11.º Serie C  |
| Manaus              | Manaus             | Amazonas           | Arena da Amazônia                    | 10.º Serie C  |
| Mirassol            | Mirassol           | São Paulo          | Maião                                | 1.º Serie D   |
| Novorizontino       | Novo Horizonte     | São Paulo          | Estadio Doutor Jorge Ismael de Biasi | 3.º Serie D   |
| Oeste               | Barueri            | São Paulo          | Arena Barueri                        | 20.º Serie B  |
| Paraná              | Curitiba           | Paraná             | Estadio Durival de Britto e Silva    | 18.º Serie B  |
| Paysandu            | Belém              | Pará               | Curuzu                               | 7.º Serie C   |
| Santa Cruz          | Recife             | Pernambuco         | Estadio de Arruda                    | 5.º Serie C   |
| São José            | Porto Alegre       | Río Grande del Sur | Estadio Passo d'Areia                | 14.º Serie C  |
| Tombense            | Tombos             | Minas Gerais       | Almeidão                             | 9.º Serie C   |
| Volta Redonda       | Volta Redonda      | Río de Janeiro     | Estadio Raulino de Oliveira          | 13.º Serie C  |
| Ypiranga de Erechim | Erechim            | Río Grande del Sur | Estadio Colosso da Lagoa             | 6.º Serie C   |

## Primera fase

### Grupo A
| Pos. | Equipo        | Pts. | PJ | G | E | P  | GF | GC | Dif. | Clasificación o descenso |
| ---- | ------------- | ---- | -- | - | - | -- | -- | -- | ---- | ------------------------ |
| 1    | Paysandu      | 30   | 18 | 8 | 6 | 4  | 23 | 20 | +3   | Segunda fase             |
| 2    | Tombense      | 27   | 18 | 6 | 9 | 3  | 22 | 14 | +8   | Segunda fase             |
| 3    | Botafogo-PB   | 27   | 18 | 6 | 9 | 3  | 17 | 11 | +6   | Segunda fase             |
| 4    | Manaus        | 26   | 18 | 7 | 5 | 6  | 21 | 25 | −4   | Segunda fase             |
| 5    | Volta Redonda | 26   | 18 | 6 | 8 | 4  | 21 | 16 | +5   |                          |
| 6    | Ferroviário   | 24   | 18 | 5 | 9 | 4  | 14 | 12 | +2   |                          |
| 7    | Altos         | 21   | 18 | 5 | 6 | 7  | 21 | 23 | −2   |                          |
| 8    | Floresta      | 21   | 18 | 4 | 9 | 5  | 15 | 17 | −2   |                          |
| 9    | Jacuipense    | 18   | 18 | 3 | 9 | 6  | 13 | 21 | −8   | Serie D 2022             |
| 10   | Santa Cruz    | 12   | 18 | 2 | 6 | 10 | 11 | 19 | −8   | Serie D 2022             |

 Fuente: CBF
| Local \ Visitante | ALT | BOT | FER | FLO | JAC | MAN | PAY | SAN | TOM | VRE |
| ----------------- | --- | --- | --- | --- | --- | --- | --- | --- | --- | --- |
| Altos             | —   | 0–0 | 1–1 | 0–1 | 2–2 | 3–2 | 2–3 | 1–0 | 0–0 | 3–0 |
| Botafogo-PB       | 2–0 | —   | 0–0 | 1–2 | 1–0 | 4–1 | 2–1 | 1–0 | 1–1 | 1–2 |
| Ferroviário       | 1–0 | 0–0 | —   | 0–1 | 0–0 | 1–0 | 5–1 | 1–0 | 0–0 | 1–1 |
| Floresta          | 1–2 | 0–0 | 1–1 | —   | 2–0 | 2–2 | 0–2 | 0–2 | 1–1 | 1–1 |
| Jacuipense        | 3–2 | 0–0 | 1–0 | 1–1 | —   | 0–1 | 0–2 | 1–1 | 1–1 | 1–0 |
| Manaus            | 2–0 | 0–0 | 1–1 | 2–1 | 1–1 | —   | 1–1 | 2–0 | 2–1 | 1–0 |
| Paysandu          | 1–1 | 0–2 | 0–2 | 1–1 | 2–0 | 2–0 | —   | 1–0 | 1–0 | 0–0 |
| Santa Cruz        | 0–1 | 1–1 | 0–0 | 0–0 | 2–2 | 1–2 | 1–2 | —   | 0–1 | 2–1 |
| Tombense          | 2–2 | 2–0 | 3–0 | 0–0 | 3–0 | 2–1 | 1–1 | 2–1 | —   | 1–1 |
| Volta Redonda     | 2–1 | 1–1 | 2–0 | 1–0 | 0–0 | 5–0 | 2–2 | 0–0 | 2–1 | —   |

### Grupo B
| Pos. | Equipo              | Pts. | PJ | G  | E | P  | GF | GC | Dif. | Clasificación o descenso |
| ---- | ------------------- | ---- | -- | -- | - | -- | -- | -- | ---- | ------------------------ |
| 1    | Novorizontino       | 39   | 18 | 12 | 3 | 3  | 24 | 10 | +14  | Segunda fase             |
| 2    | Ituano              | 33   | 18 | 9  | 6 | 3  | 22 | 16 | +6   | Segunda fase             |
| 3    | Ypiranga de Erechim | 32   | 18 | 9  | 5 | 4  | 26 | 16 | +10  | Segunda fase             |
| 4    | Criciúma            | 30   | 18 | 9  | 3 | 6  | 19 | 16 | +3   | Segunda fase             |
| 5    | Figueirense         | 29   | 18 | 8  | 5 | 5  | 19 | 14 | +5   |                          |
| 6    | São José            | 23   | 18 | 6  | 5 | 7  | 22 | 22 | 0    |                          |
| 7    | Botafogo-SP         | 22   | 18 | 6  | 4 | 8  | 15 | 22 | −7   |                          |
| 8    | Mirassol            | 19   | 18 | 6  | 1 | 11 | 17 | 26 | −9   |                          |
| 9    | Paraná              | 16   | 18 | 4  | 4 | 10 | 17 | 21 | −4   | Serie D 2022             |
| 10   | Oeste               | 7    | 18 | 1  | 4 | 13 | 9  | 27 | −18  | Serie D 2022             |

 Fuente: CBF
| Local \ Visitante   | BOT | CRI | FIG | ITU | MIR | NOV | OES | PAR | SJO | YPI |
| ------------------- | --- | --- | --- | --- | --- | --- | --- | --- | --- | --- |
| Botafogo-SP         | —   | 3–1 | 1–2 | 2–1 | 1–3 | 1–4 | 1–0 | 1–0 | 1–0 | 1–2 |
| Criciúma            | 0–0 | —   | 1–0 | 1–0 | 3–0 | 1–0 | 3–1 | 2–0 | 2–1 | 2–1 |
| Figueirense         | 0–0 | 2–1 | —   | 1–2 | 1–1 | 2–1 | 1–0 | 2–0 | 2–0 | 1–1 |
| Ituano              | 0–0 | 3–0 | 1–0 | —   | 2–1 | 1–4 | 2–1 | 2–1 | 2–2 | 2–1 |
| Mirassol            | 1–0 | 2–0 | 0–1 | 1–2 | —   | 0–1 | 2–1 | 0–3 | 2–5 | 1–2 |
| Novorizontino       | 1–0 | 1–0 | 1–0 | 0–0 | 1–0 | —   | 0–0 | 1–0 | 1–0 | 1–0 |
| Oeste               | 0–0 | 0–0 | 2–1 | 0–1 | 0–1 | 1–2 | —   | 1–1 | 0–1 | 2–4 |
| Paraná              | 0–1 | 2–1 | 1–1 | 1–1 | 0–1 | 0–2 | 4–0 | —   | 3–1 | 1–1 |
| São José            | 4–2 | 0–0 | 1–2 | 0–0 | 2–1 | 1–1 | 1–0 | 1–0 | —   | 1–1 |
| Ypiranga de Erechim | 3–0 | 0–1 | 0–0 | 0–0 | 1–0 | 3–2 | 2–0 | 2–0 | 2–1 | —   |

## Segunda fase

### Grupo A
| Pos. | Equipo      | Pts. | PJ | G | E | P | GF | GC | Dif. | Clasificación                                     |
| ---- | ----------- | ---- | -- | - | - | - | -- | -- | ---- | ------------------------------------------------- |
| 1    | Ituano      | 13   | 6  | 4 | 1 | 1 | 11 | 5  | +6   | Clasifica a la final y asciende a la Serie B 2022 |
| 2    | Criciúma    | 9    | 6  | 2 | 3 | 1 | 3  | 1  | +2   | Asciende a la Serie B 2022                        |
| 3    | Botafogo-PB | 8    | 6  | 2 | 2 | 2 | 3  | 4  | −1   |                                                   |
| 4    | Paysandu    | 2    | 6  | 0 | 2 | 4 | 2  | 9  | −7   |                                                   |

 Fuente: CBF
| Local \ Visitante | BOT | CRI | ITU | PAY |
| ----------------- | --- | --- | --- | --- |
| Botafogo-PB       | —   | 1–0 | 0–1 | 1–0 |
| Criciúma          | 0–0 | —   | 0–0 | 0–0 |
| Ituano            | 3–1 | 0–2 | —   | 3–1 |
| Paysandu          | 0–0 | 0–1 | 1–4 | —   |

### Grupo B
| Pos. | Equipo              | Pts. | PJ | G | E | P | GF | GC | Dif. | Clasificación                                     |
| ---- | ------------------- | ---- | -- | - | - | - | -- | -- | ---- | ------------------------------------------------- |
| 1    | Tombense            | 11   | 6  | 3 | 2 | 1 | 8  | 6  | +2   | Clasifica a la final y asciende a la Serie B 2022 |
| 2    | Novorizontino       | 9    | 6  | 3 | 0 | 3 | 7  | 10 | −3   | Asciende a la Serie B 2022                        |
| 3    | Manaus              | 6    | 6  | 1 | 3 | 2 | 10 | 8  | +2   |                                                   |
| 4    | Ypiranga de Erechim | 6    | 6  | 1 | 3 | 2 | 6  | 7  | −1   |                                                   |

 Fuente: CBF
| Local \ Visitante   | MAN | NOV | TOM | YPI |
| ------------------- | --- | --- | --- | --- |
| Manaus              | —   | 5–0 | 1–2 | 1–1 |
| Novorizontino       | 2–0 | —   | 0–1 | 1–0 |
| Tombense            | 2–2 | 1–2 | —   | 1–1 |
| Ypiranga de Erechim | 1–1 | 3–2 | 0–1 | —   |

## Final
| 14 de noviembre de 2021, 17:15 (UTC-3) | Tombense            | 1:1 (0:0) | Ituano            | Almeidão, Tombos                        |                                         |
|                                        | Everton Galdino 51' | Reporte   | Igor Henrique 83' | Árbitro(s): Antônio Dib Moraes de Sousa | Árbitro(s): Antônio Dib Moraes de Sousa |

| 20 de noviembre de 2021, 17:00 (UTC-3) | Ituano                                                 | 3:0 (1:0) | Tombense | Novelli Júnior, Itu          |                              |
|                                        | João Victor 22' · Igor Henrique 57' · Iago Teles 90+6' | Reporte   |          | Árbitro(s): Anderson Daronco | Árbitro(s): Anderson Daronco |

|                                 |
| Bandera del estado de São Paulo |
| Campeón Ituano 2.º título       |

## Goleadores
| Jugador          | Equipo      | Goles |
| ---------------- | ----------- | ----- |
| Diego Quirino    | Ypiranga-RS | 10    |
| Manoel Cristiano | Altos       | 8     |
| Everton Galdino  | Tombense    | 8     |
| Rubens           | Tombense    | 7     |
| Betinho          | Altos       | 6     |
| Wesley           | Santa Cruz  | 6     |
| Cláudio          | São José-RS | 6     |
| Tiago Marques    | Ituano      | 6     |

## Clasificación general
| Pos. | Equipo              | Pts. | PJ | G  | E  | P  | GF | GC | Dif. | Clasificación 2022    |
| ---- | ------------------- | ---- | -- | -- | -- | -- | -- | -- | ---- | --------------------- |
| 1    | Ituano              | 50   | 26 | 14 | 8  | 4  | 37 | 22 | +15  | Ascenso a la Serie B  |
| 2    | Tombense            | 39   | 26 | 9  | 12 | 5  | 31 | 24 | +7   | Ascenso a la Serie B  |
| 3    | Novorizontino       | 48   | 24 | 15 | 3  | 6  | 31 | 20 | +11  | Ascenso a la Serie B  |
| 4    | Criciúma            | 39   | 24 | 11 | 6  | 7  | 22 | 17 | +5   | Ascenso a la Serie B  |
| 5    | Ypiranga de Erechim | 38   | 24 | 10 | 8  | 6  | 32 | 23 | +9   |                       |
| 6    | Botafogo-PB         | 35   | 24 | 8  | 11 | 5  | 20 | 15 | +5   |                       |
| 7    | Manaus              | 32   | 24 | 8  | 8  | 8  | 31 | 33 | −2   |                       |
| 8    | Paysandu            | 32   | 24 | 8  | 8  | 8  | 25 | 29 | −4   |                       |
| 9    | Figueirense         | 29   | 18 | 8  | 5  | 5  | 19 | 14 | +5   |                       |
| 10   | Volta Redonda       | 26   | 18 | 6  | 8  | 4  | 21 | 16 | +5   |                       |
| 11   | Ferroviário         | 24   | 18 | 5  | 9  | 4  | 14 | 12 | +2   |                       |
| 12   | São José-SP         | 23   | 18 | 6  | 5  | 7  | 22 | 22 | 0    |                       |
| 13   | Botafogo-SP         | 22   | 18 | 6  | 4  | 8  | 15 | 22 | −7   |                       |
| 14   | Altos               | 21   | 18 | 5  | 6  | 7  | 21 | 23 | −2   |                       |
| 15   | Floresta            | 21   | 18 | 4  | 9  | 5  | 15 | 17 | −2   |                       |
| 16   | Mirassol            | 19   | 18 | 6  | 1  | 11 | 17 | 26 | −9   |                       |
| 17   | Jacuipense          | 18   | 18 | 3  | 9  | 6  | 13 | 21 | −8   | Descenso a la Serie D |
| 18   | Paraná              | 16   | 18 | 4  | 4  | 10 | 17 | 21 | −4   | Descenso a la Serie D |
| 19   | Santa Cruz          | 12   | 18 | 2  | 6  | 10 | 11 | 19 | −8   | Descenso a la Serie D |
| 20   | Oeste               | 7    | 18 | 1  | 4  | 13 | 9  | 27 | −18  | Descenso a la Serie D |

 Fuente: CBF